# Політична демографія
Політична демографія — наукова дисципліна, що вивчає взаємини між розміром і розподілом населення, з одного боку, владою і політикою — з іншого.
Деякими вченими вважається як практична (прикладна) і суміжна дисципліна в системі або демографічних, або політичних наук.